# Colpo d'occhio (Doctor Who)
Colpo d'occhio (titolo originale: Blink) è il decimo episodio della terza stagione della nuova serie di Doctor Who (costituendo così la 186ª storia e il 734º singolo episodio della serie dal 1963 ad oggi). È stato trasmesso per la prima volta il 9 giugno 2007 su BBC One, mentre la prima visione in lingua italiana è stata il 14 settembre 2008 sul canale televisivo via satellite Jimmy. È l'unico episodio della stagione ad essere stato scritto da Steven Moffat, autore anche del racconto breve su cui si basa l'episodio, "What I Did on My Christmas Holidays" by Sally Sparrow, del 2006.
La protagonista dell'episodio è una giovane donna, Sally Sparrow, che tenta di trovare il collegamento tra 17 DVD e alcune statue che si muovono quando non sono osservate. Come l'episodio della stagione precedente Sulle tracce del mito, il Dottore e la sua compagna di viaggio compaiono solo per poche scene, permettendo così la realizzazione di un altro episodio in simultanea. È quindi considerato un episodio Doctor-lite ("con poco Dottore"). L’episodio contiene inoltre un riferimento metavisivo al mito di Orfeo ed Euridice
L'episodio è stato accolto molto bene dalla critica. Per Colpo d'occhio, Steven Moffat ha vinto un BAFTA Craft e un BAFTA Cymru come "Miglior sceneggiatore" e un Premio Hugo per la miglior rappresentazione drammatica (forma breve).

## Trama
Nel 2007, Sally Sparrow entra a Wester Drumlins, una casa ormai abbandonata, in cerca di soggetti da fotografare. Troverà invece inquietanti statue dalle fattezze di angeli piangenti, una chiave appesa alla mano di uno di questi e misteriosi messaggi rivolti a lei da un "Dottore", apparentemente scritti dietro la tappezzeria nel 1969, che l'avvertono di fare attenzione agli "Angeli Piangenti". Sally ritorna il giorno successivo accompagnata dall'amica Kathy Nightingale, per indagare più a fondo sulla cosa, ma Kathy scompare pochi minuti dopo che si presenta alla porta un uomo, che sostiene di dover consegnare una lettera ad una certa Sally Sparrow. L'uomo dice di dover fare questo per un giuramento fatto davanti al letto di morte di sua nonna. Leggendo la lettera Sally si rende conto che questa arriva proprio dall'amica Kathy, che spiega come si sia ritrovata improvvisamente ad Hull, negli anni Venti. Kathy si è sposata e ha avuto una vita tranquilla e chiede all'amica di dire al fratello Larry della sua scomparsa. Sally incredula cerca in tutta la casa l'amica Kathy ma senza trovarla. Si convince però che tutta la vicenda sia assolutamente reale, quando arrivando al cimitero, si trova davanti alla tomba della sua amica, morta nel 1987.
Sally visita Larry nella videoteca in cui lavora: il ragazzo ha trovato una serie di Easter egg su diciassette DVD altrimenti non correlati tra loro, ognuno con un uomo (il "Dottore") che sostiene una mezza conversazione con lo spettatore. Quando Sally sta per lasciare il negozio per andare alla stazione di polizia, Larry dà alla ragazza la lista dei DVD. Alla stazione, Sally incontra il detective Billy Shipton, che le spiega che a Wester Drumlins ci sono state parecchie sparizioni negli anni, e le mostra una serie di mezzi di trasporto ritrovati abbandonati all'esterno dell'abitazione: fra questi, anche una finta cabina della polizia, chiusa a chiave. Sally se ne va e Billy si volta per dare un'occhiata alla cabina blu, ma questa si trova circondata da statue di angeli piangenti comparse apparentemente dal nulla. Billy si avvicina per osservare una delle statue ma mentre la fissa sbatte le palpebre e si ritrova improvvisamente sbattuto dentro un cunicolo del sistema fognario di Londra. Sally si ricorda all'improvviso della chiave trovata all'interno della casa: torna per dirlo a Billy, ma anche lui è scomparso come Kathy. Così come la cabina blu. Poco dopo riceve una telefonata proprio da Billy, ora anziano e sul letto di morte in ospedale nel suo ultimo giorno di vita. Billy le spiega come, dopo averlo lasciato nel magazzino delle auto, abbia scoperto gli Angeli nel tentativo di rubare la cabina e si sia improvvisamente ritrovato nel 1969. In quest'anno, ha incontrato il Dottore, che gli ha affidato un messaggio da recapitare a Sally anni dopo. In seguito Billy si è sposato e ha fondato una casa di produzione video: è lui ad aver inserito gli Easter egg sui DVD. Prima di morire, Billy, riferisce a Sally il messaggio del Dottore: guardare la lista dei DVD. Sally capisce così che nella lista ci sono tutti i DVD che lei possiede e che quindi il messaggio degli Easter egg è diretto proprio a lei.
Sally e Larry tornano a Wester Drumlins con un lettore DVD portatile, e guardano l'Easter egg nella sua totalità. Sally scopre di poter "conversare" con il Dottore poiché lui, nel passato, ha a disposizione una trascrizione della loro conversazione, la stessa che Larry, accanto a Sally, sta compilando nel presente. Il Dottore spiega come lui e la sua attuale compagna di viaggio, Martha Jones, siano stati trasportati nel passato dagli Angeli Piangenti, esseri che si suppone esistano dall'alba dell'universo e che si nutrono dell'energia derivata dal tempo potenziale degli esseri viventi. Essi non uccidono le proprie vittime ma le spediscono nel passato e si nutrono quindi di tutto il tempo che quelle persone avrebbero vissuto se fossero rimaste nella loro epoca. Gli Angeli sono quantisticamente bloccati: possono muoversi molto velocemente solo se inosservati, mentre si pietrificano (letteralmente) se vengono visti dato che questo è il loro massimo sistema di sopravvivenza che hanno ideato, in quanto, come dice il Dottore "non si può uccidere la pietra". Da qui l'avviso del Dottore: non perderli mai di vista, nemmeno per un attimo, neanche per sbattere le palpebre. Secondo il Dottore, gli Angeli stanno cercando il suo TARDIS per potere acquisire tutta l'energia in esso contenuta: se dovessero ottenerla, gli esiti sarebbero catastrofici. Il Dottore arriva così alla fine della trascrizione dicendo che non capisce perché non ci siano state altre domande da parte della ragazza. Sally capisce che Larry ha smesso di scrivere perché c'è un Angelo nella stanza e i due scappano nel seminterrato della casa, dove scoprono che gli Angeli hanno trasportato il TARDIS. La cabina è ora circondata di Angeli e i due ragazzi vi si rifugiano dentro per scappare agli esseri. All'interno, scoprono che il DVD può essere usato per attivare il TARDIS: la cabina si smaterializza, non portando però i due ragazzi con sé. Con il TARDIS smaterializzato, gli Angeli sono costretti ora a guardarsi gli uni gli altri, e sono così condannati a rimanere di pietra in eterno.
Un anno dopo, Sally e Larry hanno aperto insieme una videoteca/libreria, ma l'insistenza di Sally nel voler tenere una cartella di appunti degli eventi loro accaduti preoccupa Larry. Quando il ragazzo esce per delle spese, Sally riconosce il Dottore e Martha mentre escono da un taxi fuori dal negozio e li rincorre. Quando i due non la riconoscono, Sally capisce che devono ancora vivere gli eventi che li avrebbero portati nel passato e dà loro la cartella di appunti, dicendo al Dottore che in futuro gli sarebbe tornata utile: il cerchio si va così a completare. Il Dottore e Sally si salutano e Larry, di ritorno, è sorpreso di vedere dal vivo l'uomo dell'Easter egg. Sally e Larry tornano nel negozio mano nella mano.
L'episodio si conclude con il Dottore che avvisa lo spettatore:
Mentre il Dottore parla vengono mostrate immagini di varie statue di Londra. Ognuna di esse potrebbe essere un angelo piangente.

## Continuity
- In questo episodio è visibile una proiezione olografica del Decimo Dottore. In precedenza un meccanismo simile era stato usato dal Settimo e dall'Ottavo Dottore nel film tv del 1996, dal Nono in Padroni dell'universo (seconda parte) e di nuovo dal Decimo in L'esercito dei fantasmi (seconda parte).
- Il Dottore dice di essere "pessimo" nei matrimoni, specialmente "nei suoi": ad esempio, in La fine del tempo, rivela di aver sposato la regina Elisabetta I (evento poi mostrato direttamente nello speciale per i cinquant'anni della serie Il giorno del Dottore), il che potrebbe spiegare la furia della sovrana con il Dottore vista ne Il codice shakespeariano.
- Larry prende la lista dei DVD per Sally da una cartellina con un adesivo della Cunard White Star Line. La White Star era la compagnia proprietaria del famigerato RMS Titanic: il Nono Dottore viene fotografato con una famiglia a Southampton poco prima della partenza di tale nave (nell'episodio Rose), mentre, in seguito, lo speciale Il viaggio dei dannati si svolge su un'astronave ispirata proprio allo sfortunato transatlantico.
- Il Dottore parla degli eventi di questo episodio durante lo speciale Un altro Dottore.
- Colpo d'occhio segna la prima apparizione degli Angeli Piangenti: in seguito ritorneranno nella quinta stagione, negli episodi Il tempo degli angeli e Carne e pietra, e a incontrarli sarà l'Undicesimo Dottore. In questi due episodi si verificano molte incongruenze con Colpo d'occhio: in Il tempo degli angeli, Amy guarda negli occhi un Angelo Piangente e inizia a trasformarsi lentamente in un Angelo, ma in molte scene di Colpo d'occhio i personaggi guardano negli occhi degli angeli e restano normali; sempre in Il tempo degli angeli, si scopre che le immagini degli Angeli diventano esse stesse degli Angeli: ciò non sarebbe corretto, poiché Sally Sparrow conserva delle foto di Angeli che restano semplici foto. Queste sviste possono essere però viste anche come una forma di adattamento degli angeli nel corso dei millenni (L'undicesimo Dottore infatti non sapeva di tutte queste cose, perché probabilmente scritte in un futuro dove gli Angeli si erano evoluti con nuove tecniche di sopravvivenza).

## Produzione
Parte della storia di Colpo d'occhio è basata sul racconto di Moffat "What I Did on My Christmas Holidays" by Sally Sparrow, con protagonista il Nono Dottore e pubblicato nella raccolta di racconti Doctor Who Annual 2006. What I Did è presentato come un compito a casa di Sally, dodici anni, che trova prove della presenza del Dottore nella sua casa anni prima. Il racconto include diversi elementi poi usati nella sua riduzione televisiva, fra cui i messaggi scritti sotto la tappezzeria e un paradosso costituito dalla conversazione tra Sally e il Dottore, registrata su cassetta basandosi su un testo scritto (il racconto stesso); a differenza di quanto accade nell'episodio, però, il Dottore e il TARDIS vengono separati non dagli Angeli Piangenti ma da un malfunzionamento della macchina e il Dottore riesce a spiegare a Sally come riportarglielo nel passato. Colpo d'occhio è la terza storia della nuova serie riadattata a partire da un racconto scritto dallo stesso sceneggiatore dell'episodio. In precedenza, il doppio episodio Natura umana era stato un adattamento del romanzo Human Nature di Paul Cornell, con protagonista il Settimo Dottore, mentre Dalek deriva dal radiodramma Jubilee di Robert Shearman, con protagonista il Sesto Dottore.
Colpo d'occhio è definito un episodio Doctor-lite ("con poco Dottore"), a causa delle poche scene in cui compaiono il dottore e la sua compagna di viaggio. Ciò ha permesso a due episodi di essere filmati in contemporanea. Questo tipo di lavorazione era stata già impiegata nella stagione precedente con l'episodio Sulle tracce del mito e sarebbe stata usata nuovamente nella stagione successiva per l'episodio Gira a sinistra.
Hettie MacDonald è la prima donna a dirigere un episodio di Doctor Who dal doppio episodio del 1985 The Mark of Rani, con protagonista il Sesto Dottore.
Pur non muovendosi mai nell'episodio, tutti gli Angeli Piangenti sono interpretati da attori in carne e ossa, appositamente truccati. Alcuni passaggi della procedura di preparazione e dei loro movimenti sul set sono visibili nell'episodio Do You Remember the First Time? della serie di documentari Doctor Who Confidential.

## Riferimenti alla realtà
- Larry descrive la casa abbandonata come "la casa di Scooby-Doo", paragonandola alla tipica casa infestata visitata in molti episodi dai protagonisti della famosa serie animata. La BBC ha fatto notare come il 1969, l'anno in cui sono stati inviati Martha, il Dottore e Billy, sia proprio il primo anno di trasmissione di Scooby-Doo, dove sei tu?, la prima serie in assoluto del cartone animato[13].
- Il quotidiano mostrato a Kathy nel 1920 parla di una partita tra le due squadre di rugby a 13 di Hull, l'Hull FC e l'Hull Kingston Rovers[14].
- Billy dice che le finestre del TARDIS sono della misura sbagliata per una cabina della polizia. Nel 2004, quando furono pubblicate le prime foto del TARDIS che sarebbe stato usato nella nuova serie, ci fu una vigorosa discussione sulle dimensioni della cabina nei forum del popolare sito Outpost Gallifrey, e qualche fan ebbe da obiettare anche sulle dimensioni delle finestre, ritenute troppo grandi. Lo sceneggiatore Steven Moffat ha confermato che la battuta di Billy è proprio una risposta a quelle lamentele[15].

## Critica
Colpo d'occhio è ampiamente riconosciuto come un episodio eccezionale di Doctor Who. Lo sceneggiatore Steven Moffat ha ricevuto nel 2008 un BAFTA Craft e un BAFTA Cymru come "Miglior sceneggiatore" per il suo lavoro in questo episodio. L'episodio è anche il vincitore come Miglior rappresentazione drammatica (forma breve) ai Premi Hugo del 2008 e Carey Mulligan ha ricevuto un Constellation Award come "Miglior interprete femminile in un episodio di una serie di fantascienza" nel 2007. L'episodio ha ricevuto anche una nomination al Premio Nebula come "Miglior sceneggiatura", perdendo contro Il labirinto del fauno di Guillermo del Toro. L'episodio è anche stato insignito del premio come "Miglior storia" dal sondaggio 2007 di Doctor Who Magazine.
I BBC Fear Forecasters ("previsori di paura": quattro bambini di 6, 8, 10 e 14 anni, che valutano quanto ogni episodio potrà essere spaventoso per i loro coetanei) hanno dato a questo episodio un punteggio di 5,5 ("Fuori scala"). L'unico altro episodio con un punteggio superiore a 5 è stato L'abisso di Satana (prima parte), che ha ricevuto 6 ("Oltre la paura"). La BBC ha consigliato ai genitori di registrare l'episodio e di vederlo con i figli solo di giorno. L'avviso è simile a quello usato per il doppio episodio Il bambino vuoto, sempre scritto da Steven Moffat.
Nel riassunto del 2007 di Charlie Brooker's Screenwipe, un programma di recensioni di BBC Four, il presentatore Charlie Brooker ha definito l'episodio "terrificante" e "uno dei frammenti di dramma popolare realizzati con maggior maestria nell'ultimo decennio".
Nel sondaggio di Doctor Who Magazine del 2009 per trovare la più grande storia di Doctor Who di tutti i tempi, Colpo d'occhio è arrivato secondo, superato solo dal quadruplo episodio The Caves of Androzani, l'ultima storia con protagonista Peter Davison, il Quinto Dottore.